# Белісаріо Поррас
Белісаріо Поррас Барраона (ісп. Belisario Porras Barahona, 28 листопада 1856 — 28 серпня 1942) — колумбійський і панамський журналіст, державний діяч, президент Панами (1912—1916, 1918—1920 і 1920—1924).

## Життєпис
Народився в 1856 році в Лас-Таблас. Батько оплатив йому навчання у Боготі, де він вивчав право в Національному університеті, а потім отримав урядову стипендію і навчався в Бельгії.
Працював репортером, підтримував Ліберальну партію, став об'єктом переслідувань для консерваторів, які перебували при владі. Під час Тисячоденної війни очолив наступ сил Лібералів на Панамському перешийку, підтриманий надісланими нікарагуанським диктатором Хосе Сантосом Селайєю 31 березня 1900 року військами. Їм вдалося взяти Давид, і вони рушили на Панаму, але генерал Віктор Саласар устиг звести укріплення і втримав місто.
Після підписання миру у 1902 році Белісаріо Поррас вирушив у вигнання до Сальвадору, звідки протестував проти підписання договору з США про будівництво Панамського каналу і відокремлення Панами від Колумбії, розглядаючи це як замах на суверенітет, честь і економіку Колумбії. За кілька місяців до утворення незалежної Панами він опублікував статтю «Reflexiones canaleras o la venta del istmo», в якій написав, що в разі появи незалежної держави на Панамському перешийку вона опиниться «в імперських лещатах Сполучених Штатів Америки».
Після проголошення незалежності він все-таки повернувся до Панами, і в 1904 році став президентом муніципальної ради міста Панама, але наступного року Верховний суд позбавив його панамського громадянства за те, що від початку він протистояв незалежності країни. У 1906 році він зажадав відновлення своїх прав, і в 1907 році Національна асамблея Панами повернула йому громадянство; того ж року його направлено делегатом до Міжнародного суду в Гаазі. У 1909 році призначений послом до Коста-Рики, у 1910 — послом до США. З 1910 року став одним із лідерів Ліберальної партії.
Кілька разів ставав президентом країни. Під час перебування на посаді президента активно займався інфраструктурним та інституційним будівництвом. Намагався добитися перегляду умов договору з США про зону Каналу. Під час його останнього президентського терміну відбулася прикордонна війна з Коста-Рикою.